# Nikita Glazkov
Nikita Glazkov (n. 16 aprilie 1992, Moscova, Rusia) este un scrimer ce a reprezentat Rusia, medaliat olimpic. A participat la o ediție a Jocurilor Olimpice (2020) în care a câștigat o medalie de argint.

## Participări
Lista de mai jos prezintă principalele competiții la care a participat Nikita Glazkov de-a lungul carierei.
- Spadă masculin pe echipe la Jocurile Olimpice de vară din 2020[2]